# Rue Cambronne
Pour les articles homonymes, voir Cambronne.
La rue Cambronne est une voie publique du 15e arrondissement de Paris.

## Situation et accès

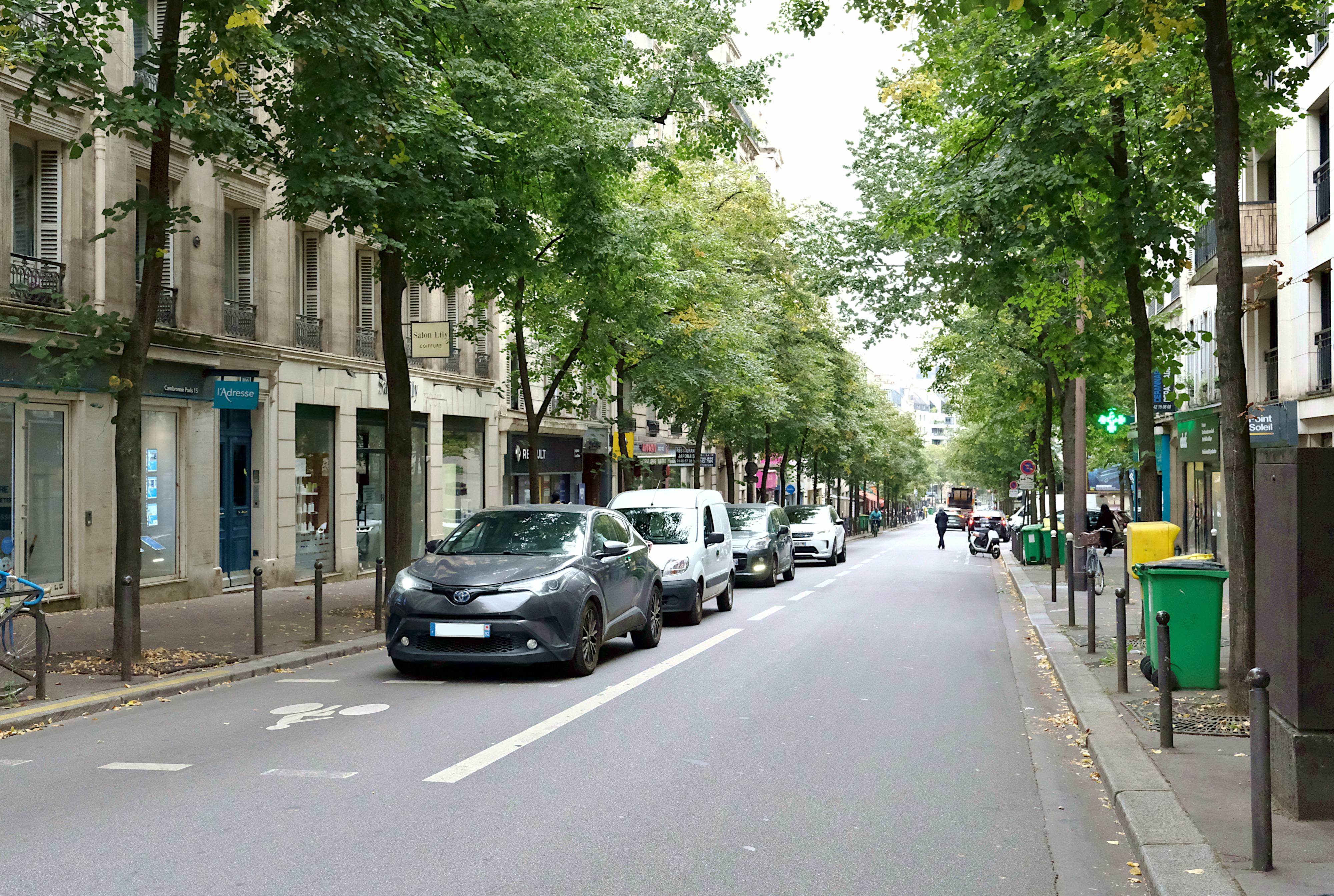
La rue Cambronne vue de la rue de Vaugirard.

La rue Cambronne commence place Cambronne entre le boulevard Garibaldi et la rue de la Croix-Nivert et aboutit rue de Vaugirard.
Elle traverse la rue Lecourbe et la rue Blomet.
La rue Carrier-Belleuse, la rue Paul-Chautard, la villa Croix-Nivert, la rue Miollis, la rue Robert-Fleury, le square Charles-Laurent, la rue Mademoiselle, la rue du Général-Beuret commencent ou aboutissent rue Cambronne.
Ce site est desservi par les stations de métro Cambronne,  Vaugirard et Volontaires.

## Origine du nom
La rue Cambronne et la place Cambronne commémorent par leur nom le général du Premier Empire Pierre Cambronne (1770-1842).

## Historique
La voie apparaît sous forme de chemin sur le plan de Roussel, dessiné en 1730. C'était alors une chaussée plantée de plusieurs rangées de beaux arbres qui formaient une allée ombragée[réf. nécessaire], allant de Vaugirard à l'une des avenues de l'hôtel des Invalides (actuelle avenue de Lowendal sur laquelle est érigée l’École militaire entre 1751 et 1780. On l’appelait « Chaussée pavée » ou « le pavé de la folie », du nom d'une maison de campagne[réf. nécessaire]. La rue actuelle, formée en 1800[réf. nécessaire], s’appela « rue de l’École ». Après le rattachement de la commune de Vaugirard à Paris par la loi du 16 juin 1859, la rue est officiellement rattachée à la voirie parisienne par un décret du 23 mai 1863, faisant suite à une délibération du conseil municipal de Paris du 6 février de la même année. La rue est renommée par décret du 24 août 1864 en l'honneur de Pierre Cambronne, général de division du Premier Empire.
C'est dans cette rue que fut ouvert le premier Archi-bas le 10 juin 1975[réf. nécessaire].

## Bâtiments remarquables et lieux de mémoire
- Angle no 2 rue Cambronne, no 3 place Cambronne : « immeuble plat »[6].
- No 44 : à partir de 1974, la DAGPB siège dans cet immeuble[7].
- No 54: Marcel Chassard (1907-1997), artiste peintre et lithographe y vécut.